# Ernest Ziaja

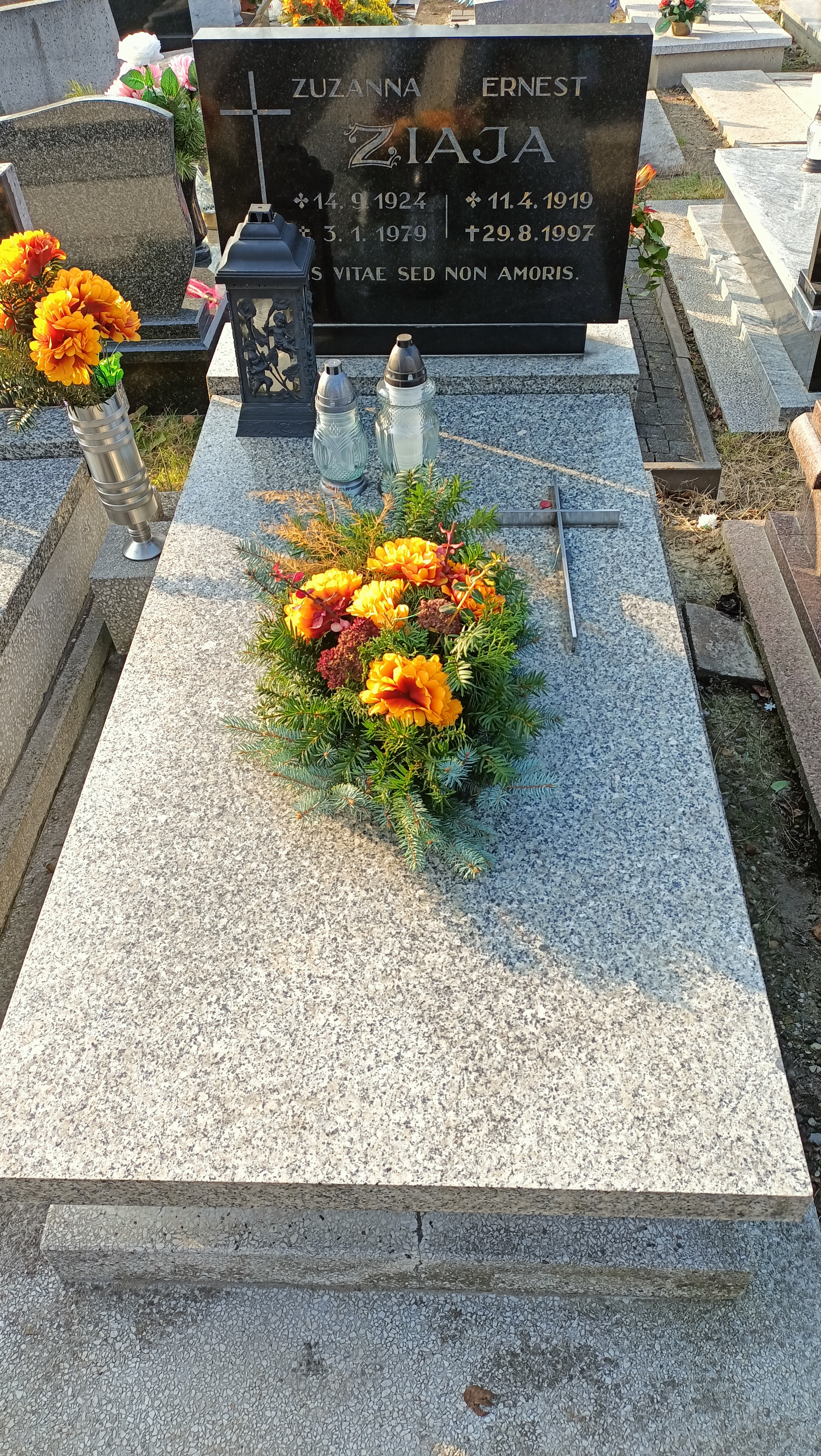
Grób Ernesta Ziaji na cmentarzu parafialnym przy ul Michałkowickiej w Siemianowicach Sląskich

Ernest Ziaja (ur. 11 kwietnia 1919 w Siemianowicach Śląskich, zm. 29 sierpnia 1997 tamże) – polski hokeista na lodzie, olimpijczyk z Zimowych Igrzysk Olimpijskich w Sankt Moritz w 1948. Zawodnik HKS Siemianowiczanki. Stryj wielokrotnego reprezentanta Polski w hokeju na trawie Witolda Ziai.